# Matthias Strauss
Pour les articles homonymes, voir Strauss.
Matthias Strauss, né le 24 mai 1956, à Francfort-sur-le-Main, en Allemagne de l'Ouest, est un ancien joueur allemand de basket-ball. Il évolue durant sa carrière aux postes d'arrière et d'ailier.

## Palmarès
- Coupe d'Allemagne 1979